# Отель Субиз
Отель Суби́з (фр. Hôtel de Soubise) — небольшой дворец в 3-м округе Парижа, в знаменитом Квартале Маре (le Marais) по адресу Rue des Archives 60. Парадный вход через курдонёр с эффектной полуциркульной колоннадой (циркумференцией) расположен по улице Rue des Francs Bourgeois. Слово «отель» в названии указывает на особый тип городского особняка с собственным садом.

## История здания
С 1371 по 1375 год коннетабль Оливье де Клиссон построил на этом участке земли свой особняк. От его постройки сохранились укреплённые ворота с двумя башнями-турелями по сторонам, выходящие на улицу Архивов (Rue des Archives).
В 1553 году здание приобрёл герцог Франсуа де Гиз, который распорядился о полной перестройке особняка. От дворца Гизов до наших дней дошла «Капелла Гизов» и Караульный зал (фр. Salle des gardes), где в XVI веке проходили собрания Католической лиги. Возможно, именно здесь была задумана Варфоломеевская ночь и восстание 1588 года. При Марии де Гиз, последней прямой наследнице старшей ветви дома Гизов, в особняке был основан блистательный театр, в постановках которого, в частности, участвовали Корнель, Лермит, Шарпантье.
После смерти Марии де Гиз в 1688 году особняк был куплен в 1700 году Франсуа де Роганом (1630—1712), носившем титул принца Субиз. В 1705 году новые хозяева распорядились полностью переделать особняк, оставив от старого лишь въездные ворота в качестве бокового входа. Архитектором был назначен Пьер-Алексис Деламер. Строительство велось с 1705 по 1709 год. После бегства Роганов в австрийские владения их особняк в 1808 году был выкуплен государством. Наполеон I разместил в нём Государственные Архивы. В 1867 году при Наполеоне III на базе национальных архивов был основан Музей истории Франции.

## Архитектура и интерьеры
Въездные ворота XIV века (Porte Clisson), сохранившиеся от первого здания Оливье де Клиссона, представляют собой уникальный памятник средневековой французской архитектуры. Имя автора планировки Отеля неизвестно. П.-А. Деламер, — архитектор французского классицизма, теоретик и градостроитель «большого стиля» эпохи правления короля Людовика XIV, создал только фасад и колоннаду курдонёра. В фасаде архитектор использовал эффектный барочный приём сдвоенных колонн пышного коринфского ордера, поставленных в два яруса, «французский руст», классицистический треугольный фронтон, сохранив при этом высокую кровлю, крытую серебристым сланцем, типичную для французской архитектуры XV—XVII веков. Высокие окна фасада имеют характерную мелкую расстекловку, центральные — устроены по типу «портфенетр», или «дверь-окно» (фр. porte-fenêtre, от porte — дверь и fenêtre — окно). Циркумфренция парадного двора также оформлена сдвоенными колоннами, с собственным перекрытием она образует галерею.
Внутреннее устройство отеля проектировал архитектор и декоратор Жермен Бофран (1667—1754). Позднее, в 1735—1740 годах, владелец особняка Эркюль-Мериадек поручил Бофрану обновить декор интерьеров для своей молодой жены Марии-Софии де Курсийон, внучки знаменитого маркиза Данжо, которая впоследствии содержала здесь светский салон.
Один из самых знаменитых интерьеров отеля Субиз — «Овальный зал», или «Салон принцессы» (1736—1739), считается едва ли не самым знаменитым и первым из сохранившихся интерьеров в стиле рококо. Можно сказать, что здесь и в Марли произошло рождение этого стиля. Салон имеет овальный план, но чередующиеся высокие зеркала и трюмо (простенки между зеркалами) с лёгкими раскреповками, а также отражения зеркал друг в друге совершенно маскируют конструкцию зала, что типично для атектоничного «стиля рокайля». В десюдепортах размещены фрески работы выдающихся живописцев: Франсуа Буше, Шарля-Жозефа Натуара, Шарля Андре Ван Лоо. Картины необычно сложного формата, весьма неудобного для живописца, в золочёных рокайльных обрамлениях расположены на падугах, переходящих в невысокий купол, которые также призваны маскировать истинные размеры и форму помещения. Всё это создаёт зыбкий образ «зеркала в зеркале», ощущение эфемерности бытия (фр. mise en abîme — положения в бесконечности).
В других интерьерах имеются брюссельские шпалеры XVII века — копии ковров ручной работы XVI века Брюссельской мануфактуры, старинная мебель, картины и росписи Буше, Ван Лоо и Ж.-М. Натье.

## Музей истории Франции
Музей, основанный в 1867 году при Наполеоне III на базе национальных архивов в помещениях Отеля Субиз, выкупленного государством, в 1927 году был расширен за счёт приобретения особняка Роганов (Hôtel de Rohan), в котором теперь размещаются тематические выставки. Музей был значительно реорганизован в 1990 году. Многие архивные документы находятся в свободном доступе в электронном виде. Их можно просматривать на первом этаже музея.
- Центральный ризалит фасада Отеля
- Парадный двор (курдонёр)
- Зал Бурбонов. Ламбри
- Ф. Буше. Галантный пастух. 1738
- Спальня принцессы
- Овальный зал, или Салон принцессы
- Ш.-Ж. Натуар. История Психеи. 1739. Фреска десюдепорта Овального зала